# جيف كلاين
جيف كلاين (بالإنجليزية: Jeff Klein)‏ هو كاتب أغاني ومغن مؤلف وموسيقي أمريكي، ولد في 5 نوفمبر 1976.

## وصلات خارجية
- الموقع الرسمي
- جيف كلاين على موقع IMDb (الإنجليزية)
- جيف كلاين على موقع ميوزك برينز (الإنجليزية)
- جيف كلاين على موقع أول ميوزيك (الإنجليزية)
- جيف كلاين على موقع ديسكوغز (الإنجليزية)